# Phaeocrella
Phaeocrella är ett släkte av svampar. Phaeocrella ingår i familjen Calosphaeriaceae, ordningen Calosphaeriales, klassen Sordariomycetes, divisionen sporsäcksvampar och riket svampar.
|             | Calosphaeria                          |
|             |                                       |
|             | Wegelina                              |
|             |                                       |
|             | Natantiella                           |
|             |                                       |
| Phaeocrella | \| \| Phaeocrella acerosa \| \| \| \| |
|             | \| \| Phaeocrella acerosa \| \| \| \| |
|             | Togniniella                           |
|             |                                       |
|             | Calosphaeriophora                     |
|             |                                       |
|             | Pachytrype                            |
|             |                                       |
|             | Jattaea                               |
|             |                                       |
|             | Phragmocalosphaeria                   |
|             |                                       |
|             | Kacosphaeria                          |
|             |                                       |
|             | Phaeocrella acerosa                   |
|             |                                       |

|  | Phaeocrella acerosa |
|  |                     |